# Kanał Dortmund-Ems
Kanał Dortmund-Ems (niem. Dortmund-Ems-Kanal) – droga wodna łącząca Dortmund z rzeką Ems.  Zaprojektowany celem ułatwienia transportu do/z Zagłębia Ruhry i zwiększenia konkurencyjności niemieckich produktów. Stara trasa kanału krzyżuje się z rzekami Lippe, Stever oraz Ems poprzez wiadukty wodne. Konstrukcyjnie są one oparte na szerokich łukach. Wiadukt nad rzeką Lippe leży 15 m ponad lustrem wody w rzece. Po II wojnie światowej kanał musiał ulec poszerzeniu. Z uwagi na to, że poszerzenie tych odcinków, które leżały ponad poziomem gruntu stanowiło poważny problem techniczny i logistyczny, podjęta została decyzja o skonstruowaniu zupełnie nowego, równoległego odcinka kanału między Olfen i Münsterem. Po wybudowaniu jego, stara trasa kanału na tym odcinku została zamknięta dla żeglugi.
Posiada połączenie z licznymi szlakami wodnymi Niemiec. Sztuczna, południowa część kanału zaczyna się w porcie rzecznym w Dortmundzie, a kończy na 215 km przy śluzie Herbrum w pobliżu Meppen. Niedaleko Dortmundu, w Waltrop-Oberwiese znajduje się zabytkowa winda dla statków projektu szczecińskiego inżyniera Rudolfa Haacka. Na 20 kilometrze na północny zachód od Dortmundu znajduje się miejscowość Datteln, gdzie trasa kanału krzyżuje się z trasami trzech innych kanałów: Kanału Wesel-Datteln, Kanału Datteln-Hamm oraz Kanału Ren-Herne. Dalej, w Nasse Dreieck w pobliżu Hörstel Kanał Dortmund-Ems łączy się z Kanałem Śródlądowym (Mittelland). Stąd szlak wodny biegnie przez następne 45 km korytem rzeki Ems aż do śluzy Oldersum, a następnie ponownie wykopem przez dalsze 9 km.

## Miejscowości
Dortmund − 
Waltrop − 
Datteln − 
Olfen − 
Lüdinghausen − 
Senden − 
Münster − 
Greven −
Ibbenbüren − 
Hörstel − 
Rheine − 
Hesselte − 
Lingen (Ems) − 
Geeste − 
Meppen − 
Haren (Ems) − 
Lathen − 
Fresenburg −
Dörpen − 
Rhede − 
Papenburg − 
Weener − 
Leer (Ostfriesland) − 
Oldersum − 
Emden